# 충주 경종 태실
충주 경종 태실(忠州 景宗 胎室)는 충청북도 충주시 엄정면 괴동리에 있는 경종의 태실이다. 1975년 8월 20일 충청북도의 유형문화재 제6호 경종대왕태실(景宗大王胎室)로 지정되었으나, 2013년 1월 18일 현재의 문화재 명칭으로 변경되었다.

## 개요
태실(胎室)은 왕실에 왕자나 공주가 태어났을 때 그 태를 모시는 곳으로, 이곳은 조선 경종의 태를 모시고 있었다. 대개는 태항아리 안에만 두는 것이 보통이나, 왕세자나 왕세손 등 왕위를 이어받을 사람의 태는 따로 돌방을 만들어 그 안에 넣어두게 한다.
이 태실은 8각의 낮은 받침돌 위로 둥근 돌방을 올리고 8각 지붕돌을 얹은 모습으로, 경종대왕 태실비에 의하면 경종이 1688년(숙종 18) 10월에 태어나자 이듬해 2월에 태장하였고, 경종이 왕위에 오르자 그 옆에 태실비를 세워 놓았다. 영조 2년(1726) 왕의 명을 받아 태실 주위에 8각형 돌난간을 두르고 비석을 세웠으며, 순호군 16명을 두고 3년마다 제사를 올렸다.
숙종 14년(1688) 희빈 장씨가 왕자를 낳은 후 이 곳에 처음 마련해 두었으며, 일제강점기에 관리가 어렵다는 이유로 다른 곳에 옮겼던 것을 1976년에 제자리로 옮겨 복원해 놓았다. 돌방 안에 있던 태항아리는 일제강점기 때 창경궁으로 옮겨가고, 이 곳에는 석조물과 태실비만 남아 제자리를 지키고 있다.

## 참고 자료
- 충주 경종 태실 - 국가유산청 국가유산포털